# دی‌متیل اتر
دی‌متیل اتر (به انگلیسی: Dimethyl ether) یک ترکیب شیمیایی با شناسه پاب‌کم ۸۲۵۴ است. شکل ظاهری این ترکیب، گاز بی‌رنگ است.